# Pietrăria
Pietrăria – wieś w Rumunii, w okręgu Jassy, w gminie Bârnova. W 2011 roku liczyła 763 mieszkańców.